# Begonia riedelii
Begonia riedelii es una especie de planta perenne perteneciente a la familia Begoniaceae. Es originaria de Sudamérica.

## Distribución
Es originaria de Brasil donde se encuentra en la Mata Atlántica distribuidas por Minas Gerais y Río de Janeiro.

## Taxonomía
Begonia riedelii fue descrita por Alphonse Pyrame de Candolle y publicado en Annales des Sciences Naturelles; Botanique, série 4 11: 137. 1859.